# Конопище
 Тази статия е за селото в Северна Македония.  За замъка в Чехия вижте Конопище (Чехия).  
Конопище или Конопища (на македонска литературна норма: Конопиште) е село в Северна Македония, в община Кавадарци.

## География
Селото е разположено в средната част на долината на река Бошава, около която се формира географската област Бошава.

## История
В XIX век Конопище е село в Рожденска нахия в Тиквешка каза на Османската империя. Селската църква „Свети Стефан“ е от XIX век. Според статистиката на Васил Кънчов („Македония. Етнография и статистика“) от 1900 година Конопища има 710 жители българи християни, 18 арнаути християни и 14 цигани.
Цялото християнско население на селото е под върховенството на Българската екзархия. По данни на секретаря на екзархията Димитър Мишев („La Macédoine et sa Population Chrétienne“) в 1905 година в Конопища (Konopichta) има 920 българи екзархисти и работи българско училище.
По данни на българското военно разузнаване в 1908 година:
| „ | Конопища [е] чифлик до 150 къщи. Лятно време тук често дохождат власи, за да продават сирене или през тук заминават за Кавадар и за железопътната станция Демир капия. | “ |

При избухването на Балканската война в 1912 година 3 души от Конопище са доброволци в Македоно-одринското опълчение. След Междусъюзническата война в 1913 година селото попада в Сърбия.